# Little Big
Little Big est un groupe de musique russe, originaire de Saint-Pétersbourg. Il est composé de Ilia Proussikine et Sofia Taïourskaïa, Olimpia Ivleva, Anna Kast, Serguey Makarov et Anton Lissov (Mr. Clown, personnage servant de mascotte au groupe).
Le groupe possède son propre label Little Big Family, qui comprend en 2019 Little Big, The Hatters, Tatarka, Хлеб, Lizer, ainsi que Orgonite.

## Histoire

### Débuts
Formé en 2013 à Saint-Pétersbourg, le groupe fait sa première apparition publique en première partie de Die Antwoord le 2 juillet de la même année au club A2 de Saint-Pétersbourg. Ils avaient déjà sorti leur premier titre Everyday I'm Drinking sur la plate-forme YouTube en avril 2013. Le 17 mars 2014, le groupe publie leur premier album, With Russia from Love. La publication de leur album est suivie de tournées en Europe, en Russie et en Amérique du Nord,,,. Ilia Proussikine, dans une interview donnée à UTV, déclare : « Cette musique est vraiment très demandée. Nous n'avons pas investi un seul centime, nous avons juste tourné une vidéo et nous nous sommes fait connaître en Europe,,,. »
Le 9 septembre 2015, ils sortent leur nouveau titre nommé Give Me Your Money qu'ils réalisent avec le rappeur estonien Tommy Cash. Le 19 décembre 2015, le groupe publie son deuxième album, Funeral Rave.
Le 21 mai 2016, les vidéos des chansons Give Me Your Money et My Dick is Big sont primées aux Berlin Music Video Awards 2016,,. Leur clip My Dick is Big, avec plus de 50 millions de vues,, regorge d'images et de nuances sexuelles, ce clip est interdit aux moins de 18 ans.

### AntipositiveetSkibidi

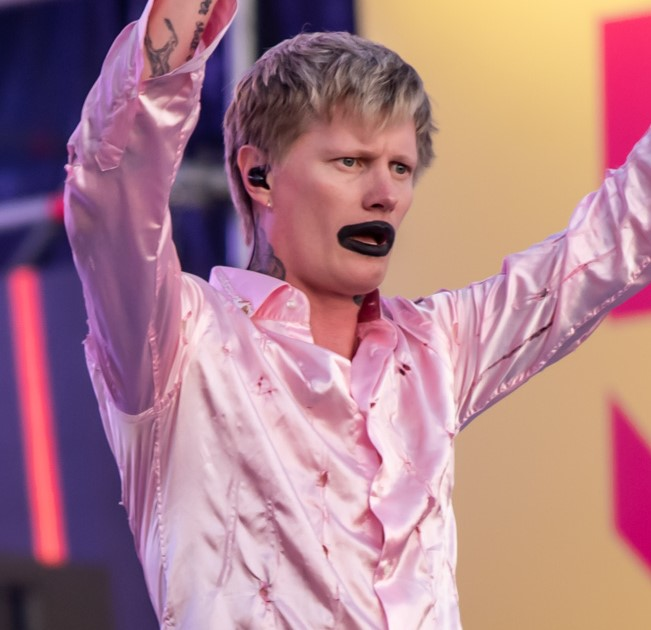
Anton Lissov.

Le 31 mars 2017, à la veille de leur quatrième anniversaire, ils sortent l'EP Rave On contenant le single homonyme et For Haters featuring Danny Zuckerman ; plus tard, le 25 août, ils apparaissent sur le titre Nightlife d'Eskimo Callboy, extrait de leur album The Scene. À la fin de l'année, ils sortent le single Lolly Bomb, qui remporte en février 2018 le prix de la meilleure vidéo musicale aux Global Film Festival Awards à Los Angeles,. Le 1er avril 2018, un autre membre du groupe, Olimpia Ivleva, annonce son départ afin de poursuivre une carrière solo.
Le 8 mai suivant, ils sortent l'album Antipositive, part. 1, ainsi que le clip vidéo de Punks not Dead. Le 5 octobre, ils sortent la deuxième partie de l'album Antipositive, part. 2 et le single Skibidi, qui fait ses débuts avec 23 millions de vues la première semaine. La chanson, qui devient immédiatement virale grâce à sa danse associée, devient rapidement un défi (le Skibidi Challenge) sur TikTok,, et atteint rapidement plus de 400 millions de vues sur YouTube, devenant en fait le premier clip vidéo russe à atteindre ce chiffre.
Ayant trouvé plus de notoriété grâce au single, ils annoncent en janvier 2019 leur première tournée internationale, le USA Skibidi Tour 2019, composée de sept étapes débutant à New York en mars de la même année. Simultanément, ils annoncent une tournée de concerts homonyme à travers l'Europe, avec des étapes dans 16 pays européens, commençant au Royaume-Uni et se terminant en Italie ; tandis que le 31 août 2019, ils annoncent via leur profil Facebook les dates de la tournée Pop on the Top, qui se tient en octobre suivant avec un total de 17 étapes en Autriche, Belgique, France, Allemagne, Pologne, aux Pays-Bas et en Hongrie.

### Eurovision et notoriété

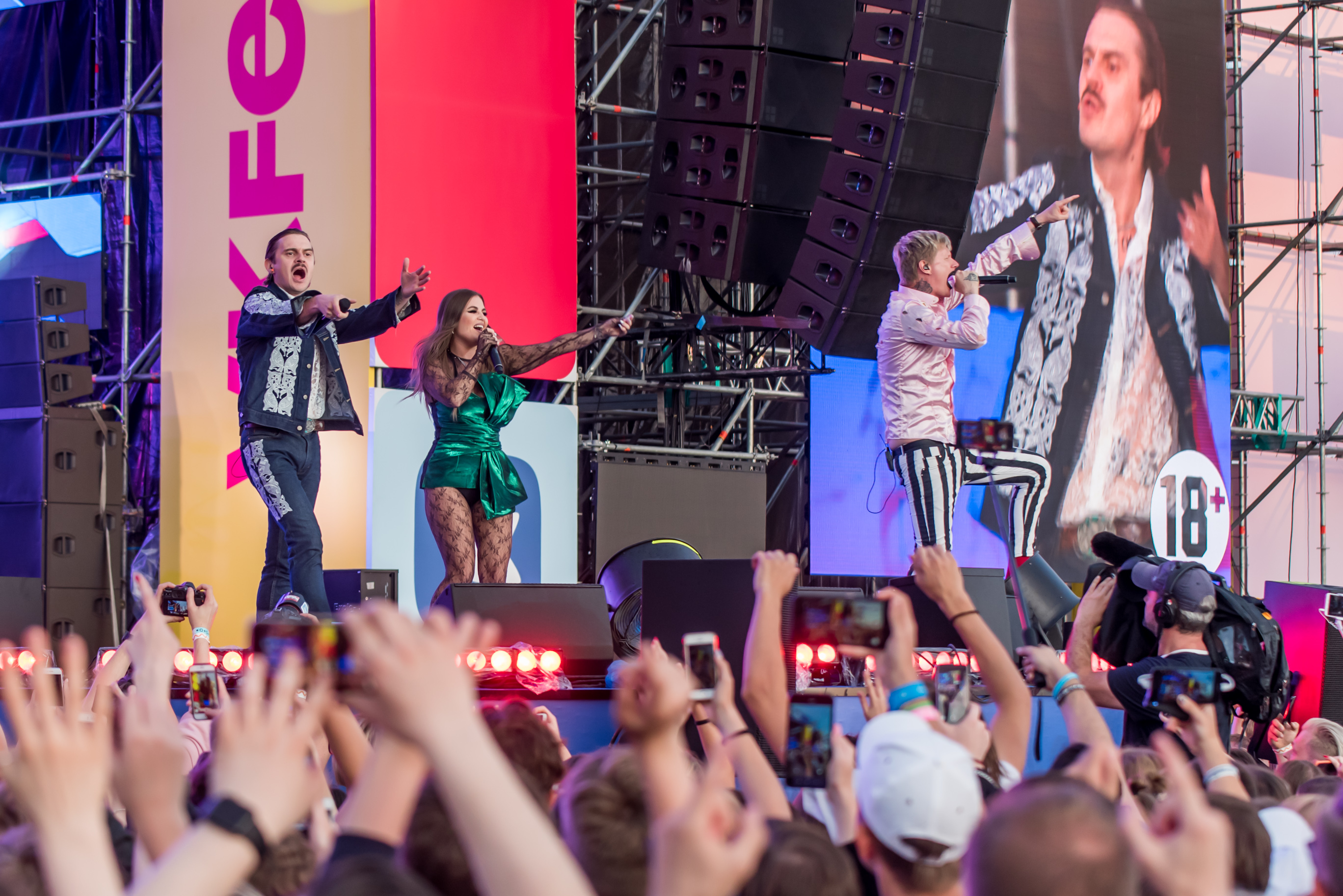
Little Big au VK Fest en 2019.

En mars 2020, Little Big est annoncé comme le groupe qui représentera la Russie au Concours Eurovision de la chanson 2020, à Rotterdam, aux Pays-Bas, avec la chanson Uno. À cause de la pandémie de Covid-19, le concours est annulé. Après un peu plus de deux mois sur la chaîne YouTube officielle de l'Eurovision, la vidéo dépasse les 100 millions de vues, ce qui en fait la vidéo avec la croissance de vues la plus importante de l'histoire de la chaîne. Le groupe ne représente pas la Russie au Concours Eurovision de la chanson 2021, le pays ayant décidé d'y envoyer la chanteuse Manizha.
Fin juin 2022, après l'invasion de l'Ukraine par la Russie, le groupe fait savoir qu'il s'est installé à Los Angeles, aux États-Unis. En novembre, le groupe a annoncé que Lissov et Makarov, restés en Russie, n'en faisaient plus partie.
En mars 2023, ils annoncent pour la première fois la sortie imminente de leur nouveau single Pendejo, prévue pour le 12 avril suivant, et plus tard, avec une vidéo accompagnée d'une parodie de la chanson America, Fuck Yeah du film Team America, police du monde, ils annoncent le We Are Little Big Tour - North America avec seize étapes aux États-Unis et des dates entre juin et juillet de la même année. Le même mois, ils remportent le prix de la meilleure vidéo musicale avec le single Generation Cancellation au WorldFest-Houston International Film Festival, l'un des plus longs festivals de cinéma au monde. Occupés les mois suivants par diverses tournées internationales, ils sortent le 4 octobre 2023 le single It Happens en collaboration avec le rappeur canadien bbno$, ; tandis qu'au début de la nouvelle année, ils en sortent deux autres coup sur coup : le 8 février 2024 le single Hardstyle Fish avec la chanteuse suédoise Little Sis Nora. et le 12 mars le single Boobs. Toujours en mars, ils annoncent via leurs médias sociaux la sortie imminente de leur cinquième album studio, dont la sortie initiale était prévue pour 2022, ainsi que les dates de la tournée Lobster Popstar Tour. Le 26 avril suivant, ils sortent officiellement l'album Lobster Popstar contenant douze titres, dont les singles Pendejo, It Happens et Boobs.

## Style musical et thèmes

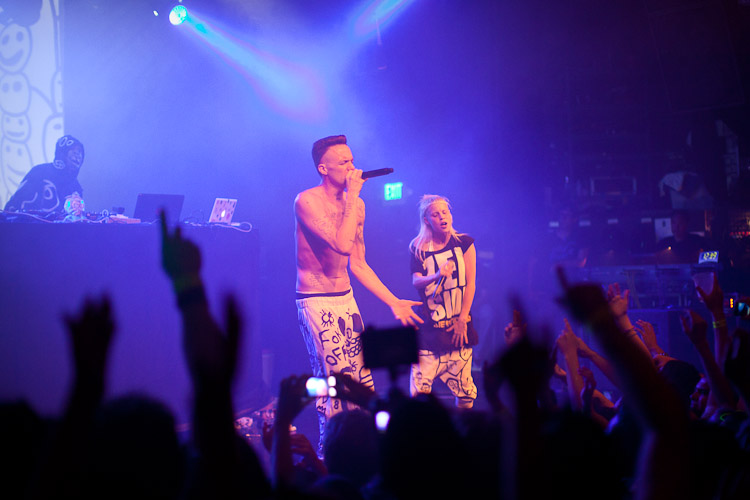
Die Antwoord à Los Angeles, le 17 juillet 2010.

En 2013, le leader du groupe, Ilia Proussikine, déclare dans un entretien avec Noisey : « Nous voulons simplement montrer aux gens qu'ils sont propriétaires de leur vie. Les pays et les gouvernements ne sont pas aussi importants qu'ils le pensent, une personne peut gérer ce qu'elle veut ».
Les membres se décrivent comme des « musiciens remettant en cause les gros problèmes de la Russie et de ses stéréotypes », la qualifiant ainsi de « pays poubelle » et en y établissant « un équilibre au bord de l'absurde combiné avec rave, musique électronique et des éléments de hip-hop ». Le groupe se produit dans plusieurs pays dont la France.

## Membres

### Membres actuels
- Ilia Proussikine - voix (depuis 2013)
- Sofia Taïourskaïa - voix (depuis 2014)

### Anciens membres
- Olimpia Ivleva (2013-avril 2018)
- Anna Kast (2013-2014 ; décédée le 1er mars 2021)
- Anton Lissov (2014-2022)
- Sergey Makarov  (2013-2022)

## Discographie

### EP
- 2017 : Rave On
- 2019 : Skibidi
- 2019 : Go Bananas
- 2021 : Covers
- 2021 : Welcome To The Internet (avec Oliver Tree)

### Singles
- 2013 : Everyday I'm Drinking
- 2013 : We Will Push the Button
- 2013 : Russian Hooligans
- 2014 : Life in da Trash
- 2014 : With Russia From Love
- 2014 : Dead Unicorn
- 2015 : Kind Inside, Hard Outside
- 2015 : Give Me Your Money (avec Tommy Cash)
- 2016 : U Can Take (avec Tatarka)
- 2017 : Lolly Bomb'
- 2018 : Faradenza
- 2018 : Слэмятся пацаны (avec Ruki Vverh!)
- 2019 : Rave in Peace (In Memory of Keith Flint)
- 2019 : I'm OK (2019)
- 2019 : Arriba (avec Tatarka et Clean Bandit)
- 2019 : Rock-Paper-Scissors
- 2019 : Go Bananas!
- 2020 : Uno
- 2020 : Hypnodancer
- 2020 : Tacos
- 2020 : Suck My Sick 2020
- 2021 : Sex Machine
- 2021 : We are Little Big
- 2021 : Turn it Up (avec Tommy Cash et Oliver Tree)